# A級世界
A級世界（1994年－2002年）是一個由香港有線電視製作的兒童節目，在香港有線電視兒童台播放。

## 主持人及吉祥物
主持人為黃一山（細龜哥哥）、趙碧君（碧君姐姐）、陳佩珊（佩珊姐姐）、陳雅嫻（Ronnie姐姐）和謝英許（DD哥哥）。（於2002停播前幾個星期的主持人為區焯文（Amen）及劉蜀永（Bean））吉祥物為「阿高」和「小圓」（1997年9月1日起），他們亦成為兒童台的吉祥物。

## 停播
A級世界最後於2002年停播。其吉祥物「阿高」和「小圓」，在停播後，由眾所周知的吉祥物變得寂寂無聞，其兒童台吉祥物的地位，最後在2006年7月15日被「樂樂」及「童童」取代。「阿高」和「小圓」只在NHK叻寶寶學園內，及兒童台自製歌曲「好肚痛」MV片段內現身。2006年12月30日，NHK叻寶寶學園播放完最後一集，他們從此變成歷史。